# Eugène Schaus
Pour les articles homonymes, voir Schaus.
Eugène Schaus, né le 12 mai 1901 à Gonderange (Luxembourg) et mort le 29 mars 1978 à Luxembourg-Ville (Luxembourg), est un homme politique, avocat, diplomate et économiste luxembourgeois, membre du Parti démocratique (DP).

## Distinctions
- Grand officier de l'ordre de la Couronne de chêne (promotion 1952, Luxembourg)